# Ana (hija de Basilio I)
Ana (en griego: Ἄννα) fue una noble bizantina del siglo IX, hija de Basilio I y Eudoxia Ingerina. Nació después del 867 y era hermana de María, Helena, Alejandro, León y Esteban y media hermana de Constantino y Anastasia. Después de que Basilio fuera coronado emperador, pero antes del 873, ella y sus hermanas fueron ordenadas monjas en el monasterio de Santa Eufemia, en la capital. Según De Ceremoniis, fue enterrada en el Monasterio de Eufemia en un pequeño sarcófago esculpido, junto a su hermana Helena y Zoe Karbonopsina.
La vida de Constantino Judío la menciona en una historia milagrosa. Según la fuente, bajo su hermano León VI, envió una carta sellada con un mensajero al Olimpo. Al llegar a su destino, los sacerdotes y monjes se preguntaron qué había en la carta y por qué la había tomado el mensajero. Nadie fue capaz de resolver el problema, excepto Constantino Judío: en la carta había preguntas, probablemente de naturaleza teológica, que Constantino respondió por escrito.